# Мирамар (Сан Мигел Сучистепек)
Мирамар (шп. Miramar) насеље је у Мексику у савезној држави Оахака у општини Сан Мигел Сучистепек. Насеље се налази на надморској висини од 2280 м.

## Становништво
Према подацима из 2005. године у насељу су живела 3 становника.

### Хронологија
| Година       | 2000       | 2005 |
| ------------ | ---------- | ---- |
| Становништво | 17 (8 / 9) | 3    |

### Попис
| # | Индикатор                        | Вредност |
| - | -------------------------------- | -------- |
| 1 | Укупно појединачних домаћинстава | 1        |